# Suge Knight
Pour les articles homonymes, voir Knight.
Suge Knight, de son vrai nom Marion Knight Jr., né le 19 avril 1965  à Compton, en Californie, est un réalisateur et producteur américain, l'une des plus importantes figures fondatrices du gangsta rap. Avant d'avoir été condamné pour meurtre, tentative de meurtre et complicité de meurtre, il fut le cofondateur, également dans un contexte criminel, du label de référence du début des années 1990, Death Row Records, avec Dr. Dre, qui comptait à l'époque trois des plus grands rappeurs de la West Coast : Dr. Dre, Snoop Doggy Dogg et 2Pac.

## Biographie
Suge Knight est né à Compton, dans la banlieue sud de Los Angeles, en Californie. Son père était gardien et sa mère professeure. Knight a fréquenté l'université du Nevada à Las Vegas de 1985 à 1987, grâce à une bourse sportive. C'est à ce moment-là qu'il est surnommé « Suge », apocope de « Sugar Bear » (« petit ourson »).
De Las Vegas, il déménage à Los Angeles et joue au football en tant que remplaçant pour les Rams de Los Angeles, pendant la grève des joueurs de la NFL en 1987. Il se retire ensuite de la ligue professionnelle à la suite d'une blessure[réf. nécessaire] qui l'éloignera des terrains avant d'entamer une reconversion dans le monde de la musique.

### Carrière
Ancien footballeur américain professionnel à la carrure de déménageur, garde du corps de Bobby Brown puis de The D.O.C., ami proche de Dr. Dre, Suge Knight décide de se lancer dans l'industrie musicale. Pour ce faire, il s'alloue les services de Dr. Dre, concepteur sonore remarqué au sein du groupe N.W.A. Justement Dr. Dre, après le départ d'Ice Cube du groupe, commence à se sentir lésé financièrement. Suge Knight veut lui faire quitter N.W.A pour fonder avec lui un label. Mais Dre est encore sous contrat avec Ruthless Records et le manager, Jerry Heller, ainsi que le leader du groupe, Eazy-E, ne sont pas prêts à laisser partir leur « poule aux disques de platine ».
La légende veut que Suge Knight, épaulé de deux amis de son gabarit équipés de battes de baseball, ait convaincu à l'amiable Jerry Heller de laisser partir Dre. Ce dernier, libéré de ses obligations contractuelles, s'emploie à travailler à son premier album solo, The Chronic, qui sort à la fin de l'année 1992. Sur la plupart des morceaux de l'album, apparaît un nouveau venu, Snoop Doggy Dogg, présenté à Dr. Dre par l'entremise de son demi-frère, Warren G. Le premier single, Nuthin' But a 'G' Thang, est diffusé en boucle sur MTV et est élu « single de la décennie » par le magazine Rolling Stone. Le succès est considérable et focalise encore davantage l'attention du public hip-hop sur la côte Ouest.
L'année suivante, en 1993, sort le très attendu Doggystyle de Snoop Doggy Dogg. Pris dans la polémique d'un procès pour meurtre, le rappeur de Long Beach attire sur lui les médias. L'album se vend à 5 millions d'exemplaires aux États-Unis et Snoop Doggy Dogg devient une star internationale.
Avec ces deux énormes succès, le label Death Row devient célèbre en même temps que la figure de Suge Knight, patron du label. Les propos outrageusement sexistes, les gangs de rue élevés en style de vie, le matérialisme exacerbé et la fascination pour la violence qui transpirent des paroles des chansons commencent à attiser les polémiques. Suge Knight est un membre du gang des Bloods. Beaucoup de rumeurs commencent à courir sur ce personnage trouble (label fondé avec l'argent de la drogue, assassinats, violences, intimidations, etc.). Suge Knight se construit un personnage médiatique : il est le plus souvent habillé en rouge (couleur d'affiliation des Bloods), ne se déplace qu'avec une bande d'amis de jeunesse menaçants, collectionne les chiens d'attaque, a dans son bureau un aquarium rempli de piranhas, et tient généralement des propos proches de ceux de Don Corleone.
Parallèlement, Suge Knight continue de faire progresser son label qu'il veut voir devenir le « Motown des années 1990 ». La bande originale du film Above the Rim et le disque Dogg Food de Tha Dogg Pound seront autant de nouveaux succès pour le prolifique label. Suge Knight devient un homme très riche et le montre, il vit grand train, mais n'hésite pas à mettre sa fortune au service d'opérations médiatiques pour aider des démunis (distribution de dindes).
En 1995, Suge Knight échange un contrat de disque contre le paiement de la caution de Tupac Amaru Shakur, pour que celui-ci sorte de prison. Le premier double album de l'histoire du rap américain est lancé par Death Row et s'intitule All Eyez on Me. il sort le 13 février 1996.

### Meurtre de Tupac
Le 7 septembre 1996, vers 23 heures, Suge Knight et Tupac assistent au combat de boxe entre Mike Tyson et Bruce Seldon au MGM. Suge conduit une BMW E38 et Tupac est sur le siège passager lorsqu'à un carrefour, une voiture, arrivant à leur hauteur, ouvre le feu. Tupac reçoit quatre balles dans la poitrine, et une dans le bras, tandis que Suge Knight n'est que légèrement blessé par des éclats de verre, alors qu'il affirme avoir reçu une balle dans la tête. Finalement, la police les rejoint et les emmène d'urgence à l'University Medical Center. Tupac Shakur décède des suites de ses blessures, six jours plus tard. Initialement, Biggie est le suspect numéro un, ce qui conduisit probablement à son assassinat six mois plus tard.
En 2001, un documentaire sur Biggie et Tupac soutient que Suge Knight est le supposé commanditaire de leurs assassinats. Knight devait plus de 100 millions de royalties à 2Pac, et il aurait fait assassiner les deux rappeurs afin de faire croire en une rivalité entre la côte Ouest et la côte Est.

### Fin de Death Row
Le 4 avril 2006, Suge Knight se déclare en faillite après que Lydia Harris, cofondatrice de Death Row Records, a déclaré avoir été escroquée de sa part de 50 % des avoirs du label et qu'un tribunal a condamné Suge Knight à verser 107 millions de dollars à la plaignante.
Interrogé par ses créanciers, Suge Knight a nié avoir placé de l'argent à l'étranger et les documents déposés au tribunal ont montré qu'il était insolvable.
Finalement, le 7 juillet 2007, le juge fédéral, Ellen Carroll, ordonne la mise sous tutelle de Death Row, affirmant que la société avait été très mal gérée.
En juin 2008, Death Row est racheté par Global Music Group, un label basé à New York et distribué par Universal Music Group.
Le 25 janvier 2009, s'est tenue une vente aux enchères proposant tous les objets trouvés dans les locaux de Death Row, y compris des effets personnels de Suge Knight. Le clou de la vente a été la chaise électrique, emblème du label, qui a trouvé un acheteur pour 2 500 dollars.
Les objets restants de la propriété personnelle de Knight ont été vendus le 1er décembre 2010 lors du premier épisode de Storage Wars, une émission de téléréalité diffusée sur A&E.
En 2015, il est incarné par R. Marcus Taylor dans le film biographique sur N.W.A., NWA : Straight Outta Compton, réalisé par F. Gary Gray et, en 2016, dans le film Surviving Compton réalisé par Janice Cooke, qui retrace l'histoire de la chanteuse Michel'le.
En 2017, il est incarné par Alvin Gray dans l'épisode Tupac Shakur (saison 1 épisode 3) de la série documentaire Snapped: Notorious.
En 2018, il est incarné de nouveau par Alvin Gray dans le documentaire TV en 6 épisodes, Death Row Chronicles, diffusé en France sur BET France.
Le 21 décembre 2018, la chaîne américaine Showtime diffuse un nouveau documentaire sur Suge Knight intitulé American Dream/American Knightmare réalisé par Antoine Fuqua.

### Démêlés judiciaires
En 1996, Suge Knight est envoyé en prison pour violation d'une libération conditionnelle et l'année suivante, condamné à une peine de neuf ans d'emprisonnement pour cette violation. Il est libéré le 6 août 2001.
En 2003, il est incarcéré pour une nouvelle violation de liberté conditionnelle après avoir frappé un employé de parking.
En 2006, Suge Knight s'en prend à Snoop Dogg, l'accusant d'être un « indic » car il n'a jamais été condamné malgré ses arrestations répétées pour possession illégale de drogue et d'armes.
Le 10 mai 2008, Knight est impliqué dans une altercation à l'extérieur d'une boîte de nuit d'Hollywood. Violemment frappé, il est emmené à l'hôpital et refuse de coopérer avec le LAPD.
Le 27 août 2008, Suge Knight est arrêté pour possession de drogue et voie de fait à la sortie d'un club de striptease de Las Vegas. Lorsque la police est arrivée sur place, Knight était en train de frapper Melissa Isaac, sa compagne depuis trois ans, et brandissait un couteau. Le rapport de police a indiqué qu'il était sous l'influence d'ecstasy et d'hydrocodone. Le 5 décembre 2008, la police et le procureur n'ayant pas réussi à contacter Melissa Isaac et aucune plainte formelle n'ayant été déposée contre lui, Suge Knight est lavé de toutes les accusations.
En mars 2009, Knight est impliqué dans le cambriolage du domicile de Noel « Detail » Fisher, le producteur d'Akon. D'après les déclarations d'un employé de Fisher, cinq hommes armés ont fait irruption dans la maison, déclarant qu'ils procédaient au recouvrement d'une créance envers Suge Knight. 170 000 dollars de bijoux, un coffre-fort fermé, des ordinateurs, du matériel d'enregistrement ainsi que les clés d'une Mercedes ont été volés.
Le 23 août 2014, lors d'une soirée organisée par Chris Brown à la suite du MTV VMA, il aurait reçu de deux à six balles selon les versions, une au bras et les autres à l'estomac, et a été opéré en urgence.
Le 29 janvier 2015, Suge Knight est arrêté par la police de Los Angeles pour le meurtre de son ami et producteur de rap Terry Carter et la tentative de meurtre du réalisateur Cle Sloan. D'après des témoins, le producteur se trouvait sur le tournage du film NWA : Straight Outta Compton, en compagnie de Dr. Dre et Ice Cube, lorsqu’une altercation aurait éclaté entre deux hommes et Knight. Knight aurait alors regagné son véhicule pour fuir ses assaillants et aurait renversé deux hommes puis roulé à deux reprises sur les victimes.
Le 20 septembre 2018, après un accord passé avec le procureur, il est condamné par la Cour supérieure de Los Angeles à 28 ans de prison pour avoir renversé et tué en 2015 Terry Carter.